# Dragon Quest (jogo eletrônico)
Dragon Quest (ドラゴンクエスト, Doragon Kuesuto), conhecido no ocidente como Dragon Warrior, é o primeiro jogo da série de mesmo nome. Ele foi desenvolvido pela Chunsoft para o Family Computer(FAMICOM) e publicado pela Enix (atualmente conhecida como Square Enix) no Japão em 1986 como Dragon Quest, e na América do Norte pela Nintendo em 1989 para o Nintendo Entertainment System. Dragon Quest foi portado e refeito para várias plataformas de jogos, incluindo o MSX, PC-9801, X68000, Super Famicom, Game Boy Color, telefones celulares, e Nintendo Switch. . O jogador controla o herói que é encarregado de salvar o Reino de Alefgard e salvar a Princesa do Reino das garras do Maligno Dragonlord. A história de Dragon Quest se tornou a segunda parte de uma trilogia, com vários animes spinoffs e séries de mangás.
Dragon Quest foi criado por Yuji Horii (designer), inspirado por role-playing games (RPGs) anteriores, como Wizardry, Ultima, e seu próprio jogo The Portopia Serial Murder Case. Horii queria criar uma RPG de introdução para um público mais amplo. Ele enfatizava o envolvimento emocional, a forma de contar a história, e uma interface simplificada, para tentar traduzir o gênero de RPG dos jogos de PC para o mercado dos consoles Japoneses. O autor de mangás e criador de Dragon Ball, Akira Toriyama, produziu a arte gráfica e identidade visual do jogo e Koichi Sugiyama compôs a música. A versão norte-americana incluiu várias mudanças, incluindo um sistema de salvar o jogo usando a bateria (ao invés de o sistema de salvar com passwords), sprites dos personagens maiores, e um pseudo-Elizabethan English estilo de diálogo.
Dragon Quest foi um sucesso comercial no Japão, mas o seu lançamento como Dragon Warrior nos Estados Unidos não foi tão bem recebido. A versão original do jogo vendeu mais de 2 milhões de cópias ao redor do mundo, com 1,5 milhões vendidas no Japão e 500 mil nos Estados Unidos. Mais tarde, os críticos ocidentais pontuaram os defeitos do jogo, mas reconheceram a sua importância para o gênero. O jogo inspirou muitas fan-made ROM hacks com várias mudanças significativas. A trilha sonora sintetizada do jogo foi orquestrada, e a sua música foi tocada em vários shows. Como um todo, Dragon Quest tem recibo o crédito de estabelecer o modelo básico para os jogos RPGs Japoneses de console subsequentes.

## História
A história inicia-se na terra de Alefgard onde no passado um herói chamado Erdrick (Loto, no original em japonês) salvou o mundo das trevas usando um item mágico, a esfera de luz, um orbe capaz de afastar o mal com seu brilho. Após trazer a paz ao reino, Erdrick deixa então a esfera com o rei Lorik (Lars, no Japão), governante de Tantegel, a capital do reino.
Muitos anos depois o palácio de Tantegel é atacado pelo maléfico Dragonlord, o grande vilão do jogo. Nesse ataque, a princesa Gwaelin (no Japão, Laura) é raptada e com ela também a esfera de luz, Alefgard é então tomada por monstros e o reino entra no caos.
O rei Lorik então, convoca o protagonista do jogo, um descendente do herói Erdrick, com o objetivo de resgatar a princesa, derrotar o Dragonlord, reaver a esfera de luz e retornar a paz ao reino.

## Curiosidades
A capa japonesa do jogo é uma referencia a capa do manual de regras basicas da revisão do set básico de dungeons and dragons de 1983.